# Саламена фиеста
„Саламена фиеста“ (на английски: Sausage Party) е американски анимационен филм от 2016 г. Режисьори са Конрад Върнън и Грег Тирнън, а сценарият е дело на Евън Голдбърг, Сет Роугън, Кайл Хънтър и Ариел Шафир. Ранна версия на филма е показана на 14 март 2016 г. на фестивала „South by Southwest“ в Остин, а по кината в САЩ филмът излиза на 12 август 2016 г.

## Актьорски състав
- Сет Роугън – Франк
- Кристен Уиг – Бренда
- Джона Хил – Карл
- Бил Хейдър – Файъруотър
- Майкъл Сера – Бари
- Джеймс Франко – наркоман
- Дани Макбрайд – Медена горчица
- Крейг Робинсън – г-н Гритс
- Пол Ръд – Дарън
- Ник Крол – Душ
- Дейвид Кръмхолц – Карим
- Едуард Нортън – Сами Бейгъл-младши
- Салма Хайек – Тереза